# Karl Friedrich Rößle
Karl Friedrich Rößle (* 1. April 1893 in Heiligkreuzsteinach bei Heidelberg; † 6. Dezember 1957 in München) war Professor für Betriebswirtschaftslehre.

## Biographie
Rößle war Sohn eines Landlehrers. Nach dem Besuch der Realschule ging er in eine Handelslehranstalt. Es folgte eine Lehre im Bankkommissionsgeschäft und darauf eine Anstellung als Angestellter in einem Industrieunternehmen. Seinen Wehrdienst, den er noch vor Beginn des Ersten Weltkrieges antrat, leistete er in einer Nachrichtentruppe und blieb dort bis zum Ende des Krieges, zuletzt als Offizier. Im Wintersemester 1918 begann er sein Studium an der Handelshochschule Mannheim, das er im Sommer 1920 mit Diplom abschloss. 1918 wurde er Mitglied des Corps Hansea Mannheim.
Bereits im Winter 1919 wurde ihm die Betreuung der betriebswirtschaftlichen Abteilung des Forschungsinstituts für rationelle Betriebsführung im Handwerk von Professor Heinrich Nicklisch übertragen. Dort war er als Assistent auch nach seinem Diplom tätig und promovierte zugleich 1923 an der Wirtschafts- und Sozialwissenschaftlichen Fakultät an der Universität Frankfurt am Main mit einer Dissertation über das Rechnungswesen im Handwerk.
1924 wurde er hauptamtlicher Dozent in Mannheim und im selben Jahr bis 1928 Lehrbeauftragter an der TH Karlsruhe. Einen Ruf, ebenfalls 1924, an das Polytechnikum Köthen lehnt er ab, ebenso wie den 1926 an die TH Prag. Am 18. Juli 1926 habilitierte er in Mannheim. 1928 ging Rößle an die Rheinische Friedrich-Wilhelms-Universität Bonn, nachdem er dort bereits ein Jahr vertretungsweise tätig gewesen war, und wurde Lehrbeauftragter am berufspädagogischen Institut in Köln. 1928 wurde er Leiter des Deutschen Handwerkinstituts (DHI) bis zu dessen Auflösung 1945.
Rößle trat zum 1. Mai 1933 der NSDAP bei (Mitgliedsnummer 2.103.037). Die Handelshochschule Königsberg rief ihn 1933 als ordentlichen Professor und ein Jahr später war er Honorarprofessor an der Universität Königsberg und ein weiteres Jahr später war er Rektor der Handelshochschule Königsbergs. Im April 1937 erhielt er einen Ruf als Ordinarius an die Rheinische Friedrich-Wilhelms-Universität Bonn, verließ sie aber zum 10. Oktober 1938, um Ordinarius an der Ludwig-Maximilians-Universität München zu werden.
Von 1939 bis 1945 war er Lehrbeauftragter an der Universität Innsbruck und danach an der TH München. 1939 wurde er in die deutsche Wehrmacht einberufen und war bis 1943 Soldat. Danach hielt er ausgelagerte Vorlesungen in der Umgebung von München.
Nach langer Krankheit verstarb er am 6. Dezember 1957.

## Bibliographie
- Der Handwerker als Kaufmann. Band 1: Eine Anleitung zur Organisation einer handwerklichen Buchführung. Mit einem Geleitwort von H. Nicklisch. J. Bensheimer, Mannheim 1922.
- Das Rechnungswesen im Handwerk. Ein Versuch zur Aufstellung eines Grundplanes hinsichtlich der Förderung des Rechnungswesens. Frankfurt am Main 1923 (Frankfurt am Main, Universität, Dissertation, vom 24. Januar 1923).
- Die Grundzüge der handwerklichen Selbstkostenberechnung. G. Braun, Karlsruhe 1924.
- Zur Betriebsführung der Handwerkergenossenschaften (= Schriften der badischen Handwerkskammern. Bd. 27, ZDB-ID 1178019-8). Verlag des badischen Handwerkskammertags, Karlsruhe 1926.
- Handwerkliche Betriebslehre. Industrieverlag Spaeth & Linde, Berlin 1930.
- Einführung in die Industrie-Betriebswirtschaftslehre (= Gloeckners Handels-Bücherei. Bd. 103, ZDB-ID 634371-5). Gloeckner, Leipzig 1931.
- Buchhaltung und Bilanz. Wichert, Berlin-Lichterfelde 1936.
- Allgemeine Betriebswirtschaftslehre. Weinmayer, München 1948.
- Rationalisierung tut not (= Handwerkswirtschaftliche Reihe. Nr. 1). Holzmann, Bad Wörishofen 1949.
- Das bayerische Handwerk (= Volkswirtschaftliche Zeitfragen. Bd. 6, ZDB-ID 609900-2). Pflaum, München 1950.
- Fragen zur finanziellen Führung handwerklicher Betriebswirtschaften (= Handwerkswirtschaftliche Reihe. Nr. 9). Deutsches Handwerksinstitut, München 1952.
- Die Selbstkostenermittlung und Preisberechnung im Handwerk. Holzmann, Bad Wörishofen 1957.